# Pycnarmon pantherata
Pycnarmon pantherata is een vlinder van de familie van de grasmotten (Crambidae). De wetenschappelijke naam van deze soort is voor het eerst voorgesteld als Crocidophora pantherata door Arthur Gardiner Butler in een publicatie uit 1878.
De soort komt voor in Japan en Taiwan.